# 25-Punkte-Programm
El 25-Punkte-Programm, en català el pla dels 25 punts o el programa dels 25 punts, era el nom amb què es resumia el programa del Partit Nazi amb què Hitler va presentar la seva força el 1920, inspirant-se en el Partit dels Treballadors austríac. Posteriorment alguns dels seus principis van ser abandonats en favor d'un règim progressivament impregnat de totalitarisme personalista.
Els punts més rellevants del programa són:
- La unificació de tots els territoris de parla alemanya, amb un territori suficient per al creixement del poble alemany (basat en la raça ària)
- Prohibició de la immigració i tractament dels no-aris com a residents estrangers, amb limitació de drets ciutadans
- Nacionalització d'empreses
- Reforma agrària per prevenir l'especulació
- Pena de mort per als criminals, especialment els que atemptin contra l'Estat i contra el codi germànic
- Reforma del sistema educatiu
- Llibertat religiosa, però d'acord amb els principis del cristianisme
- Control de premsa per afavorir la propagació de les idees alemanyes i prohibició als estrangers d'escriure públicament
- Augment del poder del govern central